# Галтон (боро)
Га́лтон (англ. Halton) — дистрикт зі статусом боро у церемоніальному графстві Чешир, Північно-Західна Англія. З 2014 року боро є частиною Ліверпульського міського регіону.

## Географія
Розташований Галтон на півночі церемоніального графства Чешир. 
Займає площу 79 км² і межує на сході з унітарної одиницею Воррінгтон, на півдні з унітарною одиницею Західний Чешир і Честер, на півночі з церемоніальним графством Мерсісайд. 

## Історія
Утворено 1 квітня 1974 року як дистрикт, а 1 квітня 1998 року перетворено у боро Галтон, колишнього неметропольного графства Чешир. 
До складу боро Галтон входять міста Ранкорн та Віднес, цивільні парафії Дересбері, Гейл, Гейлбанк, Мур, Престон Брук і Сендимур.
Головне місто боро — Віднес. Найбільше місто — Ранкорн.
Рада боро Галтон складається з 66 депутатів, обраних в 21 окрузі.

## Населення
Чисельність населення боро, станом на 2022 рік, налічує 128 964 особи.